# Hermann Oberth
Hermann Julius Oberth (25. června 1894, Sibiu, Sedmihradsko, Rakousko-Uhersko – 28. prosince 1989, Norimberk, Západní Německo) byl německý fyzik a průkopník v oblasti raket. Spolu s Ciolkovským a Goddardem je považován za jednoho z nejvýznamnějších teoretiků kosmických letů. Je po něm pojmenován Oberthův efekt.

## Život

### Mládí a studium
Narodil se německým rodičům ve městě Sibiu v Sedmihradsku. Otec byl lékař a plánoval postavit v krásném prostředí Jižních Karpat soukromé sanatorium, ve kterém bude jeho jediný syn jednou primářem. Hermann Oberth začal v roce 1912 studovat na lékařské fakultě v Mnichově, ale větší zájem projevoval o fyziku, matematiku a astronomii. K myšlenkám na lety do vesmíru ho přivedly knihy Julese Verna, zejména vědeckofantastický román Ze země na Měsíc, který přečetl ve věku jedenácti let. Brzy došel k závěru, že cestu do vesmíru lze uskutečnit pouze raketou. Už ve čtrnácti letech postavil první malou raketu na tuhé pohonné látky a pokusně ji odpálil.
Během 1. světové války byl zraněn na východní frontě a potom nastoupil službu ve vojenské nemocnici. Ve volném čase promýšlel teorie raketových letů. Větší potenciál pro experimenty viděl v raketách na kapalná paliva. V roce 1917 poslal německému ministerstvu války návrh na postavení dálkové střely s raketovým motorem poháněným kapalnou směsí, byl však odmítnut.
V roce 1918 se oženil, s manželkou vychovali čtyři děti. Nejstarší syn Julius padl v září 1943 u Stalingradu. Dcera Ilse byla raketovou inženýrkou a zahynula při zkoušce motoru pro raketu A–4.  
Na podzim roku 1918 pokračoval ve studiu medicíny na univerzitě v Budapešti, ale v následujícím roce se rozhodl pro studium fyziky na Technické univerzitě v Kluži v Rumunsku. Pokračoval na univerzitě v Mnichově, později přešel do Göttingenu a Heidelbergu. Své úvahy o kosmických letech podpořil přesnými matematickými a fyzikálními výpočty. Studii chtěl předložit jako dizertační práci, ale profesorský sbor nepovažoval dané téma za seriózní a vědecké, protože se v ní zabýval fyziologickými a zdravotními aspekty letů v raketách. Svůj rukopis předložil jako diplomovou práci v Kluži a v roce 1923 složil státní zkoušku.

### Teorie raketových letů
V roce 1922 Oberth kontaktoval amerického profesora Roberta Goddarda, který vypracoval studii o raketovém pohonu s názvem Metoda dosahování mimořádných výšek. Po jejím prostudování zjistil, že jeho vlastní řešení jsou mnohem dál. Netušil, že Goddard o této možnosti uvažoval už v roce 1909 a sám začíná konstruovat rakety na kapalné pohonné látky. O několik let později byla otázka prvenství této myšlenky předmětem sporu mezi oběma muži. Goddard obvinil Obertha, že si přisvojil výsledky jeho vědecké práce.

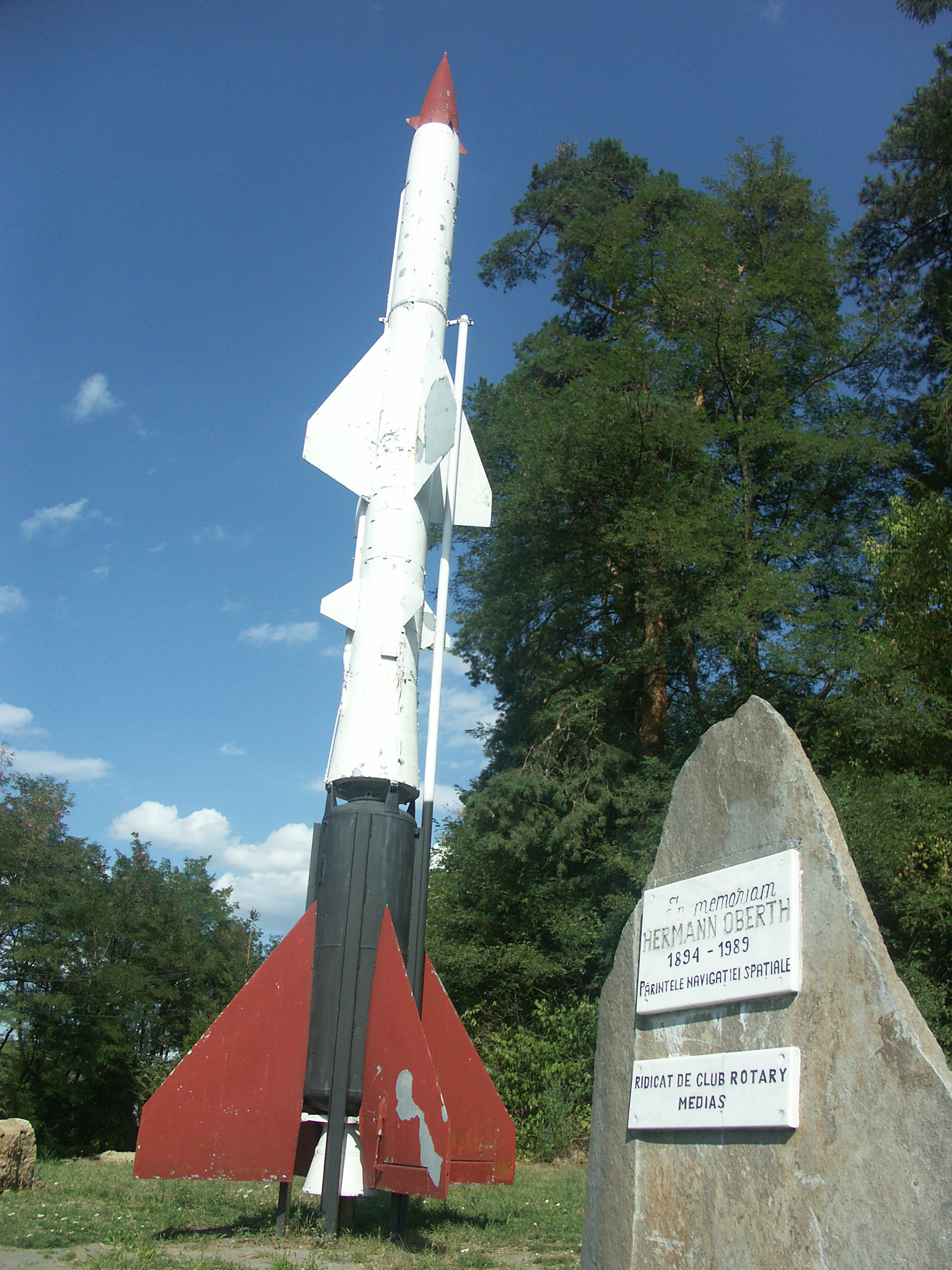
Oberthův památník v Mediasu (Rumunsko)

Oberth byl především teoretikem a své závěry dokládal matematickými výpočty a nákresy s popisem. Zformuloval a spočítal závislost důležitých charakteristik raketového letu (aktivní fáze s hořícími motory, úniková rychlost nutná pro zavedení na oběžnou dráhu, zrychlení a dolet rakety, odpor ovzduší a zemské přitažlivosti). Přišel na princip vícestupňové rakety. Nakreslil plány vlastní výškové rakety s označením Modell B, uvažoval o projektu velké kosmické lodi a určitého typu orbitální stanice–vesmírné lodi, která by sloužila jako laboratoř pro meteorologická pozorování, tankovací základny pro vesmírné výpravy a zdroj energie ze slunečního záření. Své myšlenky sepsal do útlé knížky s názvem Raketou do planetárních prostorů (Die Rakete zu den Planetenräumen), která vyšla v roce 1923 a vyvolala nečekaný zájem odborníků i laické veřejnosti. Její druhé vydání se stalo podnětem pro založení německé Společnosti pro kosmické lety (VfR–Verien für Raumschiffahrt) v roce 1927. Cílem společnosti bylo postavit kosmickou loď a vypustit ji do kosmu. Oberth se stal jejím členem v roce 1929, ale v té době žil v Sedmihradsku, kde pracoval jako profesor fyziky a matematiky na gymnáziu v Mediasu. Se společností udržoval kontakt, do jejího časopisu napsal článek o možnosti kosmických letů. V roce 1928 byl zvolen předsedou společnosti a začal pracovat na rozšířené verzi své knihy. Vyšla pod názvem Cesty ke kosmickému letu a stala se bestsellerem.

### Stavba raket v Německu
Od německé filmové společnosti UFA Oberth dostal nabídku, aby se stal odborným poradcem při natáčení filmu Žena na Měsíci. Koncem roku 1928 se vrátil do Berlína. Pro film byl vyroben rozměrný model rakety s kosmickou kabinou pro posádku. Za použití technických triků byl nafilmován start této rakety z ostrova Usedom. K propagaci filmu měla být při slavnostní premiéře vypuštěna skutečná raketa na kapalný pohon. Oberth se svými spolupracovníky Richardem Nebelem a Alexandrem Scherschevským pracovali na stavbě dvojstupňové rakety o délce 2,1 m pod časovým tlakem, museli řešit mnohé technické problémy. Oberth byl skvělý teoretik, ale horší konstruktér. Při jedné ze zkoušek málem přišel o zrak. Z obavy, že se mu nepodaří úkol splnit, se Oberth psychicky zhroutil a odjel domů. Tajně přijel na premiéru filmu, která se konala 15. října 1929 bez ohlášeného startu rakety. Film měl přesto velký úspěch a Oberth byl označován za vynikajícího vědce. Dostalo se mu uznání i v zahraničí. Stal se prvním nositelem mezinárodní ceny za úspěchy v astronautice, kterou v roce 1929 zřídil francouzský bankéř André–Louis Hirsch.
Od začátku roku 1930 Oberth pracoval na vývoji nového motoru, který financovala společnost UFA. V červenci 1930 byl motor úředně certifikován, ale praktické zkoušky nesplnily očekávání a UFA ukončila svou podporu v tomto projektu. Oberth se vrátil do Sibiu a vzdal se své funkce ve Společnosti pro kosmické lety. Začátkem roku 1938 dostal práci na vysoké technické škole ve Vídni. Jeho bývalí spolupracovníci v čele s Nebelem a Wernerem von Braunem pokračovali se zkušebními raketovými pokusy v Reinickendorfu až do roku 1935, kdy byly soukromé raketové pokusy v Německu oficiálně zakázány.
Po anšlusu Rakouska v roce 1938 se Oberth zapojil do práce pro německé letectvo, ale jako cizímu státnímu příslušníkovi mu byl svěřen jen podružný úkol: vyvinout čerpadlo pro dálkovou raketu. V červenci 1940 byl přeložen na vysokou školu technickou do Drážďan. V německém raketovém výzkumu měl roli spíše teoretickou a popularizační. Chtěl se vrátit domů do Rumunska. Německé velení mu z obavy, že by mohl prozradit informace o stavu raketového výzkumu bránilo v odjezdu z Německa a gestapo mu hrozilo internací v koncentračním táboře. Oberth pod nátlakem přijal německé občanství, což mu umožnilo pokračovat na vývoji raket ve vojenském výzkumném středisku v Peenemünde. V prosinci 1943 pak byl přeložen do Reinsdorfu u Wittenbergu, kde měl pro firmu vyrábějící výbušniny vyvinout dálkově řízenou protiletadlovou raketu na tuhá paliva. Také jeho myšlenku orbitální sluneční elektrárny chtěli nacisté zneužít pro válečné účely.

### Život po 2. světové válce

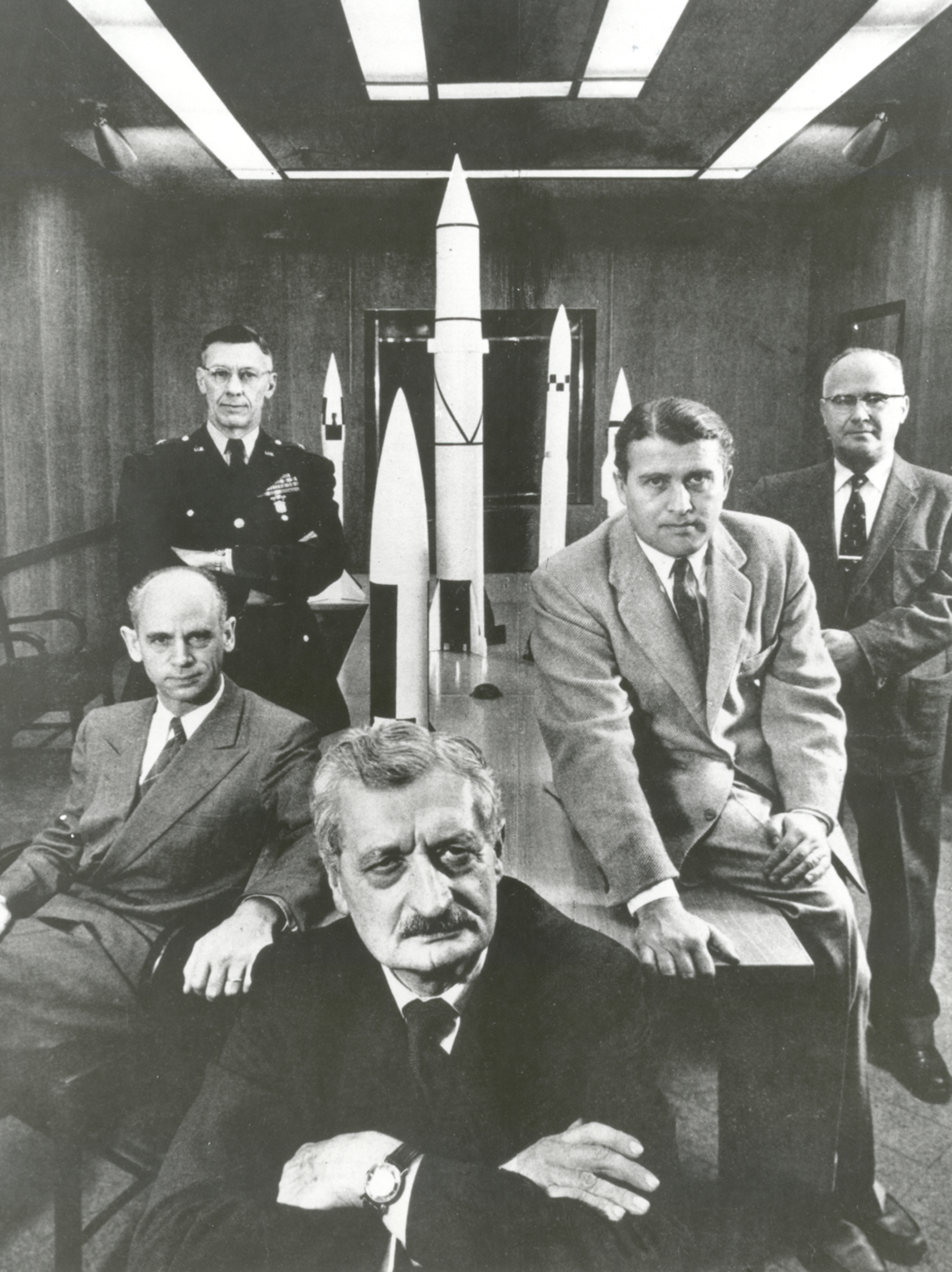
Hermann Oberth (vpředu uprostřed) se spolupracovníky na americkém vojenském projektu Paperclip v Alabamě (1955)

Na jaře 1945 byl Oberth po obsazení továrny zajat britskými vojsky, ale protože nebyl na seznamu hledaných vědců, byl propuštěn na svobodu. V následujících letech se pokoušel uplatnit v oblasti raketových a kosmických výzkumů střídavě v Itálii, USA, kde společně s Wernerem von Braunem pracovali na raketách středního doletu a vylepšování střel V2. V roce 1953 se s rodinou usadil v městečku Feucht u Norimberku. V roce 1954 vydal knihu Člověk ve vesmíru, ve které vyslovil myšlenku učinit místa ve vesmíru obyvatelná pro lidstvo. V Německu se později zapojil do politického dění a několikrát kandidoval za Národní demokratickou stranu. S Wernerem von Braunem pracoval příležitostně pro NASA až do roku 1962.
Jako jednomu z prvních teoretiků kosmonautiky mu bylo vyčleněno čestné místo na tribuně na mysu Canaveral při startu Apolla 11 v letu na Měsíc 16. července 1969.
Na sklonku života se věnoval psychotronice. Zemřel ve věku 95 let. V jeho domě vzniklo Oberthovo kosmické muzeum. Je po něm pojmenován kráter na odvrácené straně Měsíce a také planetka (9253) Oberth.